# Мевіс Фрімен
Мевіс Фрімен (англ. Mavis Freeman, 7 листопада 1918 — 1 жовтня 1988) — американська плавчиня.
Призерка Олімпійських Ігор 1936 року.